# Dan Peña
Daniel Steven Peña Sr. (znany również jako Dan Peña) – amerykański biznesmen. Mieszka w zamku Guthrie w Szkocji, w którym niegdyś prowadził działalność weselną, a obecnie prowadzi w nim kursy Castle Seminar.

## Życiorys
Urodził się 10 sierpnia 1945 roku w Jacksonville na Florydzie, jako dziecko Manuela i Amy Peña. Wraz z rodziną przeniósł się później do East Los Angeles. Swoje najmłodsze lata spędził w barrio (biednej hiszpańskojęzycznej części miasta). W 1963 roku ukończył Reseda High School. Jego ojciec – Manuel Peña – był weteranem II wojny światowej i wojny koreańskiej, agentem operacyjnym CIA oraz śledczym w sprawie zabójstwa Roberta F. Kennedy’ego.
W 1971 r. otrzymał tytuł licencjata w dziedzinie administracji biznesowej w San Fernando Valley State College (obecnie California State University, Northridge).
Peña był założycielem i prezesem The Guthrie Group konsorcjum inwestycyjnego założonego w Jersey w 2002 roku. Założył również firmę iZone-iHUB prowadzącą hackathon, którego celem było umożliwienie start-upom rozwoju własnych pomysłów i stworzenie produktów, które mogłyby być przedmiotem potencjalnych inwestycji.
W 2017 roku został odznaczony Orderem Świętego Jana Jerozolimskiego.